# Purple Kiss
Purple Kiss (кор. 퍼플키스; яп. パープルキス; стилизуется PURPLE K!SS; читается как Пёрпл Кисс) — южнокорейская гёрл-группа, сформированная в 2020 году компанией RBW. Группа состоит из шести участниц: Гоын, Доси, Ирэ, Юки, Чэин и Свон. Дебют состоялся 15 марта 2021 года с мини-альбомом Into Violet. 18 ноября 2022 года Джиын покинула группу.
Группа выпустила два пре-дебютных цифровых сингла - «My Heart Skip a Beat» в ноябре 2020 года и «Can We Talk Again» в феврале 2021 года.

## Название
Название PURPLE K!SS состоит из словосочетания двух слов: «Purple» и «Kiss». «Purple» обозначает музыкальный цвет группы, а «Kiss» представляет силу любви. Название группы заключается в том, что участницы хотят передать свою любовь множеству людей через многогранный колорит в музыке.

## История

### Пре-дебют
В марте 2018 года RBW запустили YouTube-канал под названием 365 Practice, чтобы продвинуть своих стажерок, прежде чем он превратился в продвижение их предстоящей группы девушек, используя название канала.
В течение и до этого периода несколько участниw появлялись на различных корейских реалити-шоу и участвовали в других домашних мероприятиях. В 2011 и 2014 годах Чэин появлялась на K-pop Star в сезонах 1 и 3. В конце 2017 года Доси участвовала в Mix Nine, заняв 74-е место. В июне 2018 года Пак Джиын и На Гоын приняли участие в шоу на выживание Produce 48, заняв 80-е и 29-е места соответственно.
25 мая 2019 года 365 Practice провели свой мини-концерт All-Ways в RBW Art Hall, чтобы почтить отпраздновать 100 000 подписчиков на YouTube. В июле Свон записала ведущий вокал для песни Чонхи «Snapping». 2 ноября они сопровождали Мунбёль из MAMAMOO на благотворительном фестивале Seongdong Fashion Sewing Village.

#### Формирование группы и пре-дебютные синглы
19 июня 2020 года на канале 365 Practice был выпущен дебютный трейлер, официально объявивший название группы как Purple Kiss. Окончательный состав, состоящий из Джиын, Гоын, Доси, Ирэ, Юки, Чэин и Свон - был показан с 20 июля по 1 августа с отдельными трейлерами музыкальных видео, представляющими каждую из участниц, кульминацией которых стал групповой трейлер выпущенный 3 августа  .
Purple Kiss выпустили свой первый пре-дебютный цифровой сингл «My Heart Skip a Beat» 26 ноября 2020 года. Свон не участвовала ни в сингле, ни в его музыкальном видео из-за временного перерыва, связанного со здоровьем. Песня получила положительное внимание корейских СМИ и включала хореографию, созданную участницами, а также оригинальную рэп-партию, написанную Юки. Второй пре-дебютный сингл группы, «Can We Talk Again», был выпущен 3 февраля 2021 года, и в нём приняли участие все семь участниц. Это R&B трек с очаровательной смесью хип-хопа, барабанов и заводных басов в звучании Lo-Fi, призванный продемонстрировать музыкальную универсальность группы.

### 2021—2023: Дебют сInto Violet,Hide and Seek,memeM,Geekyland, уход Джиын иCabin Fever
28 февраля 2021 года Purple Kiss объявили о своем дебюте с мини-альбомом Into Violet. Он был выпущен 15 марта с ведущим треком «Ponzona» c сопровождающим музыкальным видео. Альбом достиг 11-го места в чарте альбомов Gaon, в то время как   «Ponzona» заняла 99-е место в чарте загрузок.
8 сентября Purple Kiss выпустили второй-мини альбом Hide and Seek, с заглавным синглом «Zombie».
18 декабря Purple Kiss выпустили свой первый цифровой сингл «My My».
29 марта 2022 года Purple Kiss выпустили третий мини-альбом memeM, 
с одноимённым ведущим синглом.
25 июля группа выпустили четвёртый мини-альбом Geekyland с ведущим синглом «Nerdy».
18 ноября RBW объявили, что Пак Джиын покинула группу из-за её плохого состояния здоровья и симптомов тревоги, в результате чего Purple Kiss стали группой из шести человек.
15 февраля 2023 года Purple Kiss выпустили свой пятый мини-альбом Cabin Fever с ведущим синглом «Sweet Juice».
Юки примет участие в предстоящем шоу на выживание от Mnet Queendom Puzzle.

## Состав
| Сценический псевдоним | Сценический псевдоним | Настоящее имя | Настоящее имя    | Дата рождения | Позиция в группе                  |
| Основной              | Другой                | На русском    | Хангыль/Японский | Дата рождения | Позиция в группе                  |
| --------------------- | --------------------- | ------------- | ---------------- | ------------- | --------------------------------- |
| Гоын                  | Goeun                 | На Го Ын      | 나고은           | 03.09.1999    | Главная вокалистка, танцор        |
| Доси                  | Dosie                 | Чан Ын Сон    | 장은성           | 11.02.2000    | Главный танцор, вокалистка        |
| Ирэ                   | Ireh                  | Чо Со Ён      | 조서영           | 30.04.2002    | Вокалистка, танцор                |
| Юки                   | Yuki                  | Моюри Коюки   | もうりこゆき     | 06.11.2002    | Главный рэпер, танцор, вокалистка |
| Чэин                  | Chaein                | Ли Чэ Ён      | 이채영           | 05.12.2002    | Вокалистка, танцор, рэпер         |
| Свон                  | Swan                  | Пак Су Чжин   | 박수진           | 11.07.2003    | Главная вокалистка, макнэ         |

### Бывшие участники
| Сценический псевдоним | Сценический псевдоним | Настоящее имя | Настоящее имя | Дата рождения | Позиция в группе |
| Основной              | Другой                | На русском    | Хангыль       | Дата рождения | Позиция в группе |
| --------------------- | --------------------- | ------------- | ------------- | ------------- | ---------------- |
| Джиын                 | Jieun                 | Пак Джи Ын    | 박지은        | 04.09.1997    | Вокалистка       |

## Дискография

### Мини-альбомы
- Into Violet (2021)
- Hide and Seek (2021)
- memeM (2022)
- Geekyland (2022)
- Cabin Fever (2023)
- BXX (2024)

### Японские

#### Мини-альбомы
- Dear Violet (2023)

## Фильмография
- Literally Purple Kiss (2021, YouTube)[22]
- Perky Holiday (2021, YouTube)